# Drag Race México
Drag Race México è un programma televisivo messicano di genere reality, in onda su MTV e sulla piattaforma streaming Paramount+ a partire dal 2023.
Il programma è basato sul format del programma statunitense RuPaul's Drag Race. Come nella versione originale, le concorrenti devono mostrare le loro doti d'intrattenitrici cimentandosi in varie sfide. Ogni settimana le loro performance vengono valutate da vari giudici: tra essi quelli fissi sono le drag queen nonché presentatrici Lolita Banana e Taiga Brava, Óscar Madrazo, mentre i giudici ospiti variano ogni settimana. Al termine dell'episodio una concorrente viene eliminata; tra le ultime rimaste verrà scelta e incoronata México's Next Drag Superstar, che riceverà una serie di premi.

## Format
Il casting viene annunciato online e chi vuole partecipare al programma deve mandare un provino formato video. Per poter prendere parte al programma è necessario avere 18 o più anni. Le persone transgender possono partecipare al programma e, nel corso delle stagioni classiche, alcune concorrenti hanno dichiarato apertamente il loro stato di transgender.

### Puntate
Ogni puntata si divide, generalmente, in tre fasi:
- La mini sfida: in ogni mini sfida alle concorrenti viene chiesto di svolgere una gara con caratteristiche e tempi differenti.
- La sfida principale: in ogni sfida principale alle concorrenti viene chiesto di svolgere una prova, generalmente sono gare individuali. La vincitrice della sfida riceve un premio, che consiste in vestiti, gioielli, cosmetici e altro ancora.
- L'eliminazione: tutte le concorrenti vengono chiamate davanti ai giudici. In questa fase le varie concorrenti vengono giudicate. La migliore della puntata viene dichiarata vincitrice ricevendo un premio. Le ultimi due invece devono sfidarsi esibendosi in playback con una canzone assegnata all'inizio di ogni puntata. La peggiore verrà eliminata dalla competizione con la famosa frase pronunciata  "Sashay away" e lascia un messaggio scritto con il rossetto sullo specchio della sala dove si svolgono le riprese; la vincitrice, al contrario, viene celebrata con la frase "Shantay you stay", e può continuare la competizione.

## Giudici
I giudici danno la loro valutazione sui vari concorrenti, esprimendo le loro opinioni circa ciò che accade sul palcoscenico principale. Tra i giudici ospiti comparsi nel corso delle edizioni troviamo: Christian Chávez, Danna Paola, Karime Pindter e Laura Carmine.

### Giudici fissi
| Giudice       | Edizioni | Edizioni |
| Giudice       | 1        | 2        |
| ------------- | -------- | -------- |
| Valentina     | Fisso    |          |
| Lolita Banana | Fisso    | Fisso    |
| Óscar Madrazo | Fisso    | Fisso    |
| Taiga Brava   |          | Fisso    |

- Lolita Banana (edizione 1-2), drag queen messicana attiva principalmente in Francia, nel 2022 ha preso parte alla prima edizione di Drag Race France.[3]
- Óscar Madrazo (edizione 1-2) attore e presentatore televisivo messicano, ha riscosso notorietà nazionale come giudice e direttore artistico di Mexico's Next Top Model.
- Taiga Brava (edizione 2) cantante e drag queen messicana, vincitrice della seconda edizione di Queen of the Universe.

#### Ex giudici
- Valentina (edizione 1), drag queen messico-statunitense attiva principalmente negli Stati Uniti, nel 2017 ha preso parte alla nona edizione di RuPaul's Drag Race e successivamente alla quarta edizione di RuPaul's Drag Race All Stars.[3]

### Untucked
Durante ogni puntata di Drag Race México viene seguito un intermezzo di Untucked nel quale vengono mostrate scene inedite della competizione e il backstage del programma. 

## Premi
Anche in questa versione del programma, il vincitore riceve dei premi. I premi in palio per la prima edizione sono:
1ª edizione:
- 550000 MX$
- Una fornitura di un anno di cosmetici della Anastasia Beverly Hills
- Una corona e uno scettro di Amped Accessories

2ª edizione:
- 550000 MX$
- Una fornitura di un anno di cosmetici della Anastasia Beverly Hills
- Una corona e uno scettro di Amped Accessories

## Edizioni
| Edizione | Concorrenti | Episodi | Prima TV Messico | Prima TV Italia | Vincitrice       | Miss Simpatia                  |
| -------- | ----------- | ------- | ---------------- | --------------- | ---------------- | ------------------------------ |
| 1ª       | 11          | 10      | 2023             | inedita         | Cristian Peralta | Lady Kero                      |
| 2ª       | 13          | 10      | 2024             | inedita         | Leexa Fox        | Luna Lansman Nina de la Fuente |

### Prima edizione
La prima edizione di Drag Race México andrà in onda in Messico a partire dal 22 giugno 2023 sul canale televisivo MTV e sulla piattaforma streaming Paramount+. Il cast viene annunciato il 24 maggio 2023. Undici drag queen, provenienti da diverse parti del Messico, si sfidano per entrare nella Drag Race Hall of Fame.
Cristian Peralta, vincitrice dell'edizione, ha guadagnato come premio 550000 MX$, una fornitura di cosmetici della Anastasia Beverly Hills, una corona e uno scettro di Amped Accessories. A vincere il titolo di Miss Simpatia è stata Lady Kero.

### Seconda edizione
La seconda edizione del programma è stata confermata il 31 luglio 2023, con l'apertura dei relativi casting, dove è stato annunciato lo spostamento dello show esclusivamente sulla piattaforma WOW Presents Plus. Il cast viene annunciato il 23 maggio 2024. Tredici drag queen, provenienti da diverse parti del Messico, si sfidano per entrare nella Drag Race Hall of Fame.
Leexa Fox, vincitrice dell'edizione, ha guadagnato come premio 550000 MX$, una fornitura di cosmetici della Anastasia Beverly Hills, una corona e uno scettro di Amped Accessories. A vincere il titolo di Miss Simpatia sono state Luna Lansman e Nina de la Fuente.

## Concorrenti
Le concorrenti che prendono parte al programma nella prima edizione sono (in ordine di eliminazione):
| Edizioni | Vincitrice       | Finaliste                              | 3°                                     | 4°                                     | 5°                 | 6°            | 7°           | 8°            | 9°          | 10°           | 11°           | 12°               | 13°       |
| -------- | ---------------- | -------------------------------------- | -------------------------------------- | -------------------------------------- | ------------------ | ------------- | ------------ | ------------- | ----------- | ------------- | ------------- | ----------------- | --------- |
| 1ª       | Cristian Peralta | Gala Varo Matraka Regina Voce          | Gala Varo Matraka Regina Voce          | Gala Varo Matraka Regina Voce          | Lady Kero          | Margaret Y Ya | Argennis     | Serena Morena | Pixie Pixie | Vermelha Noir | Miss Vallarta |                   |           |
| 2ª       | Leexa Fox        | Eva Blunt Horacio Potasio Jenary Bloom | Eva Blunt Horacio Potasio Jenary Bloom | Eva Blunt Horacio Potasio Jenary Bloom | Elektra Vandergeld | Unique        | Luna Lansman | Suculenta     | Ava Pocket  | Garçonne      | María Bonita  | Nina de la Fuente | Ignus Ars |

Legenda:
     La concorrente è stata nominata Miss Simpatia

## Musiche
Quasi tutte le canzoni utilizzate nelle varie edizioni provengono dagli album di RuPaul, fanno eccezione le canzoni utilizzate per il playback alla fine delle puntate.

### Palcoscenico principale
Le canzoni utilizzate durante la presentazione degli outfit dei concorrenti sono state:
- Catwalk tratto da MamaRu (1ª edizione)

### Altre musiche
Nel corso del programma sono stati rilasciati vari singoli promozionali:
- Así soy yo – Las Palanquetas Remix - Argennis, Cristian Peralta, Gala Varo e Lady Kero (1ª edizione)
- Así soy yo – Las Meximamis Remix - Margaret Y Ya, Matraka, Regina Voce e Serena Morena (1ª edizione)